# توشیئو ماشیما
توشیئو ماشیما (انگلیسی: Toshio Mashima; ۱ ژانویهٔ ۱۹۴۹ – ۲۱ آوریل ۲۰۱۶) آهنگساز، مربی موسیقی، و رهبر (موسیقی) اهل ژاپن بود.